# 科爾尼洛夫河
科爾尼洛夫河是俄羅斯的河流，位於堪察加半島，河道全長約35公里，河水主要來自融雪和雨水，最終注入卡維恰河，是虹鱒和遠東紅點鮭的棲息地。